# اچ‌ام‌اس کارولین (۱۹۱۴)
اچ‌ام‌اس کارولین (۱۹۱۴) (به انگلیسی: HMS Caroline (1914)) یک کشتی است. این کشتی در سال ۱۹۱۴ ساخته شد.